# 龙安郡
龙安郡，中国南北朝时设置的郡。
北齐设置为龙安郡，下辖太湖县（今安徽太湖县）、东陈县（今安徽省太湖县东），陈宣帝太建五年（573年），南陈攻克龙安郡，废除龙安郡、东陈县，合并入太湖县。
西魏改北阴平郡置为龙安郡，治所在龙安县（今四川省江油市东北小溪坝镇北），属龙州，辖境相当今四川江油市东北。北周改为静龙郡。